# Fernando Alí
Fernando Husef Alí Navarro (Marquesado, Provincia de San Juan, Argentina; 10 de mayo de 1954) es un exfutbolista, director técnico y político argentino. Jugaba como delantero y su primer equipo fue San Lorenzo de Almagro. Es uno de los grandes ídolos que tiene Unión de Santa Fe, siendo el máximo goleador en la historia del club.
Actualmente es concejal en la ciudad de Santo Tomé, cargo para el que fue elegido en 2017.

## Trayectoria
Fernando se formó en las inferiores de Sportivo Del Bono de San Juan, hasta que en 1974 fue incorporado a San Lorenzo de Almagro. Al no tener demasiadas posibilidades fue cedido a Huracán de Comodoro Rivadavia, donde un buen desempeño le permitió llegar en el año 1977 a Unión de Santa Fe.

### Histórico en Santa Fe
En 1978 se convirtió en titular indiscutido de una época inolvidable para Unión de Santa Fe, ahí junto a un gran plantel alcanzaron el tercer puesto del Metropolitano de 1978, las semifinales del Torneo Nacional del mismo año y el histórico segundo puesto en el Torneo Nacional de 1979 que quedó en manos de River Plate.
En el equipo tatengue posee hasta hoy el récord de máximo goleador de la historia con 89 goles y también es el segundo jugador con más partidos disputados con 348, detrás de Pablo de las Mercedes Cárdenas (362). Todo logrado en sus dos etapas en la entidad, de 1977-1981 y 1983-1988.
Para la temporada 2009/10 del certamen de Primera "B" Nacional, el "Turco" fue presentado como Director Técnico de Unión de Santa Fe, acompañado por su amigo Nery Pumpido en calidad de Mánager futbolístico del club.

## Clubes

### Como jugador
| Club                   | País      | Año       |
| ---------------------- | --------- | --------- |
| Sportivo Del Bono      | Argentina | 1970-1973 |
| San Lorenzo de Almagro | Argentina | 1974      |
| Huracán de Comodoro    | Argentina | 1975      |
| San Lorenzo de Almagro | Argentina | 1976      |
| Unión de Santa Fe      | Argentina | 1977-1981 |
| Real Valladolid        | España    | 1981-1982 |
| Vélez Sarsfield        | Argentina | 1982-1983 |
| Unión de Santa Fe      | Argentina | 1983-1988 |
| Guaraní Antonio Franco | Argentina | 1988-1989 |

### Como asistente técnico
| Club              | País           | Año       |
| ----------------- | -------------- | --------- |
| Unión de Santa Fe | Argentina      | 1999-2001 |
| Olimpia           | Paraguay       | 2001-2003 |
| Tigres            | México         | 2003-2004 |
| Newell's Old Boys | Argentina      | 2005-2007 |
| Veracruz          | México         | 2007      |
| Al-Shabab         | Arabia Saudita | 2008      |
| Unión de Santa Fe | Argentina      | 2012      |

### Como entrenador
| Club              | País      | Año       |
| ----------------- | --------- | --------- |
| Unión de Santa Fe | Argentina | 2009-2010 |